# Barron Trump
Barron William Trump (Nova Iorque, 20 de março de 2006) é o filho mais novo do 45.° e 47.º presidente dos Estados Unidos, Donald Trump, e da primeira-dama Melania Trump. Tem ascendência alemã e escocesa por parte de seu pai; já pelo lado de sua mãe tem ascendência eslovena. 
Em maio de 2006, Barron Trump recebeu o sacramento cristão do batismo em Palm Beach, Flórida. Em setembro de 2024, Barron iniciou seus estudos na Stern School of Business da Universidade de Nova York (NYU), optando por essa universidade em vez da Wharton School, onde outros membros da sua família, incluindo seu pai, estudaram.

## Educação
Barron frequentou a Columbia Grammar & Preparatory School, em Manhattan, antes de sua mudança para Washington, D.C., quando seu pai foi eleito presidente em 2016. No ensino médio, ele se formou pela St. Andrew's Episcopal School, em Maryland, em 2024, antes de escolher a NYU para continuar seus estudos em negócios. Segundo o próprio Donald Trump, Barron foi aceito em várias universidades, mas optou pela NYU por seu prestígio na área de negócios e por sua localização
Barron é fluente em inglês e esloveno. Durante sua infância, fez várias aparições na televisão, incluindo em The Apprentice e um episódio de 16 de maio de 2006 no The Oprah Winfrey Show, de Oprah Winfrey, com apenas dois meses de idade.

## Vida pública
Durante a eleição de 2016, Barron fez poucas aparições públicas, devido à preferência de sua mãe, Melania Trump, em mantê-lo longe dos holofotes. Apesar disso, ele esteve presente em eventos importantes, como um comício na Carolina do Sul e o discurso de vitória presidencial de seu pai na noite da eleição. Em janeiro de 2017, Barron participou da cerimônia de posse de Donald Trump como 45.º Presidente dos EUA e esteve presente em alguns eventos oficiais subsequentes.
Em 2024, com a nova candidatura de seu pai, Barron assumiu um papel mais ativo na campanha presidencial. Ele participou de comícios e eventos, especialmente ao lado de influenciadores populares entre o público jovem. Donald Trump destacou que Barron foi fundamental para conectar a campanha a eleitores mais jovens, promovendo colaborações com influenciadores da geração Z, como Theo Von e Adin Ross, cujos conteúdos ajudaram a ampliar o alcance digital da campanha.
Além de seu envolvimento na campanha, Barron é conhecido por seu interesse em esportes, especialmente futebol. Em 2017, ele foi selecionado para a equipe sub-14 da Academia de Desenvolvimento de D.C., onde jogou por alguns anos antes de focar nos estudos e, mais recentemente, em seus interesses na área de negócios na Universidade de Nova York.